# 彼得·伯科维茨
彼得·伯科维茨（英語：Peter Berkowitz，1959年—），美国政治学家、原法学教授，美国共和党党员，2019年起任美國國務院政策规划办公室主任，曾在美国国防部工作。本科斯沃斯莫尔学院毕业，硕士就读于耶路撒冷希伯来大学，博士就读于耶鲁大学。